# Юлиус Шрек
Юлиус Шрек (на немски: Julius Schreck) е германски нацистки лидер, съосновател на Шуцщафел (СС) и първи Райхсфюрер-СС.

## Произход и младежки години
Юлиус Шрек е роден на 13 юли 1898 г. в Мюнхен, Бавария. Той служи в германската армия по време на Първата световна война. След края на войната през ноември 1918 г., той става член на Фрайкорпс, дясно военно паравоенно звено, създадено за борба с комунистическата революция. Шрек е от първите членове на Националсоциалистическата германска работническа партия (нацистка партия, НСДАП), към която се присъединява през 1920 г. Документирана е като член #53. Шрек развива приятелство с лидера на партията Адолф Хитлер през първите години.

## СА
Шрек е съосновател на Щурмабтайлунг (щурмови отряд, СА), участващ в неговото развитие. Създадено е за да защитава нацистките лидери на митинги и да охранява нацистки събрания. Адолф Хитлер, лидер на партията от 1921 г., нарежда да се създаде малка отделна група, посветена на неговата защита през 1923 г. Първоначално звеното е съставено от само 8 души, командвани от Йозеф Берхтолд и Шрек. Тя е определена като Щабсвахе (гвардия). По-късно през тази година единицата е преименувана на Щоструп-Хитлер (шокови войски).
На 9 ноември 1923 г. Щоструп, заедно със СА и няколко други паравоенни звена, участват в Бирения пуч. Планът е да се поеме контрола над Мюнхен и да се поведе поход към Берлин. Превратът не успява и довежда до смъртта на 16 нацистки поддръжници и 4 полицаи. Вследствие на пуча, Хитлер и други нацистки лидери са лишени от свобода в затвора Ландсберг. Нацистката партия и всички свързани с нея формации, включително Щоструп и Щурмабтайлунг са официално разпуснати.

## СС
След освобождаването на Хитлер от затвора на 20 декември 1924 г., нацистката партия е официално възстановена. През 1925 г. Хитлер заповядва на Шрек да организира формирането на ново охранително звено, Шуцкомандо (охранителна команда). Хитлер иска малка група от твърди бивши войници като Шрек, които биха били верни на него. Единицата включва стари членове на Щоструп като Емил Маурис и Ерхард Хайден. Първата публична изява на групата е през април 1925 г. Същата година, Шуцкомандо се разраства до национално ниво. Също така последователно е преименувана на Щурмщафел и накрая на 9 ноември 1925 г., на Шуцщафел (СС). Шрек става член на СС #5. Той е помолен от Хитлер да командва бодигардовата група. Шрек никога не споменава себе си като Райхсфюрер-СС, но титлата му е прилагана към името в следващите години.
През 1926 г. Шрек подава оставка като командир и Берхтолд поема ръководството. Берхтолд променя името на длъжността, която става известна като Райхсфюрер-СС. Шрек остава в организацията като СС-Фюрер и работи като личен шофьор на Хитлер след Маурис до 1934 г. През 1930 г., след като СС започва да се разширява под ръководството на Хайнрих Химлер, Шрек е назначен за СС-Щандартенфюрер, но няма реална власт. Той продължава да служи на страната на Хитлер и те са в много добри отношения.

## Смърт
През 1936 г. Шрек развива менингит и умира на 16 май в Мюнхен. Той е много харесван човек и Хитлер е разстроен от смъртта му. Неговият последен ранг е СС-Бригадефюрер, чийто ранг е равен на този на генерал-майор във Вермахта. Шрек получава нацистко държавно погребение, на което Хитлер изказва своята възхвала. На погребението на Шрек присъстват много висши нацисти, включително Херман Гьоринг, Йозеф Гьобелс, Рудолф Хес, Йоахим фон Рибентроп, Константин фон Нойрат и Балдур фон Ширах. Химлер го нарича „първият есесовец на Адолф Хитлер“. Както и при много други погребани членове на нацистката партия, гробът на Шрек е премахнат след Втората световна война и на мястото, където е погребан, има камък без надпис.